# 石首事件
石首事件，是指2009年6月17日发生在中国湖北省石首市的一宗公民非正常死亡事件及其引发的大规模群体性事件。

## 事件起因
2009年6月17日晚7时30分左右，湖北石首市永隆大酒店一名名为涂远高的23岁厨师从酒店三楼坠落，当场死亡。警方赶到现场后得出结论是自杀。但家属发觉涂远高耳鼻内有已经干固的血块，尸身有伤痕且尸体周围却并无血迹。此外，由于1999年该酒店也曾发生类似事件，一名女性服务员坠楼致死，事后被怀疑曾遭强奸被他人灭口。因此死者家属并不认同该结论。同时该酒店的背景也引起民众怀疑。
6月18日，酒店方面以3万5千元的代价要求家属承认死者是自杀，并试图强行把尸体送殡仪馆火化，同时警方也催促尽快火化。涂远高家属坚持疑点被解开之前拒绝火化。

## 群体性事件
6月18日，警方开始试图强行搬运尸体，遭到死者家属及现场民众的阻拦而撤退，同情死者及对石首市警方不满的民众聚集数量增多。随后当地政府又数次试图抢尸，并违反国家“群体性事件不得滥用警力”的规定，从周边城乡调集大批警察，武警及数輛防暴车，消防车等重型装备，试图平息事件。结果导致更多民众则自发聚集起来与警方示威对峙，并发生多次大规模冲突，双方各有人员受伤。聚集的民众数量一度达到7万，警方多次抢尸未果，冲突直至21日清晨。
6月19日，石首市政府网站发布新闻稿只称发生一起“非正常死亡事件”，被指语焉不详。
6月20日，湖北省省委书记罗清泉、省长李鸿忠亲赴石首市处置。
6月21日凌晨，警方冲散人群，与家属多次协商，死者家属同意将尸体运至殡仪馆，进行尸检。群众陆续散去，事件逐渐平息。
6月21日，中國境內权威专家对尸体进行了第一次尸检。

## 事态发展
6月22日，当地有传言指在燒燬的酒店內地底發現三具身份不明的骸骨，群眾懷疑受害人是因揭發酒店販毒等非法行為而遭殺害滅口，故又有群眾到事發酒店圍堵；數千武警一度在酒店戒備，禁止群眾聚集，市內氣氛十分緊張；網民指事件中近70人被拘留，公安拒絕證實拘留人數。后石首市政府新闻发言人指酒店再现尸体纯属谣言，经有关部门证实并组织部分群众代表于现场查看，未发现尸体。而造谣者已在荆州市某网吧被查获，为一在外读书学生，该学生已承认造假，并表示悔过。在酒店后面发现有注射器，有人说是用来吸毒的工具，也有猜测是来自酒店对面的石首门诊部（但是门诊部工作人员的否认注射器来自他们）。死者亲属拒绝记者翻拍死者笔记帐单，下跪且声泪俱下地说每天被（地方）政府跟着，如果配合记者会被黑社会报复。据记者查证，该酒店的所有者张永隆是当地一个私营业主。
6月23日，荆州市委书记承诺，由省公安厅指导督办、荆州市公安局成立专班办理案件，由国内最权威的专家主持尸检，查明涂远高死因，并公布结果；查明永隆大酒店事发原因及涂远高死亡原由；由省调查组直接组织调查，查明永隆大酒店背景，及其所有相关问题。同日的中国日报报道，死者家属已经获得了30万元人民币的赔偿。同日上午11时，第一次做尸检的华中科技大学同济医学院教授及石首市人民医院的人员对尸体进行了第二次尸检，现场发现了折断的几根肋骨，并记录位置，具体尸检结果尚待公布。而此后对于尸体的火化问题，相关部门与家属及家属之间又产生分歧，死者父亲拒绝火化。
6月24日下午，政府与死者家属就赔偿问题和尸体火化等问题进行谈判。死者的哥哥涂远华称，政府对此次谈判十分重视。荆州市外宣办主任称，案件在酒店内发生，应由酒店履行赔偿；介于酒店即将破产，剩下的赔款政府或出于人道主义而补齐。
6月25日凌晨，死者家属在协议书上签字，协议书中表明：“经市6·17事件善后协调小组与死者家属代表达成协议……死者家属在‘6·17’整个事件过程中所发生的非组织、参与打砸烧的其他行为（如拉横幅、买东西的行为），市政法机关免予处理……若死者家属未参与永隆大酒店纵火，则不负担责任。”
6月25日，石首市政府新闻发言人称公安部和华中科技大学同济医学院权威法医专家认定涂远高系“高坠死亡”，但同时称是否自杀不是法医鉴定的范围。荆州市公安局则认定“高坠自杀死亡”。湖北省公安厅和荆州市公安局刑事技术部门文字检验鉴定其宿舍所提取的遗书为涂远高本人所书写（但死者家属否认死者曾有自杀倾向），尸体已火化。
7月22日，死者涂远高的家属5人被刑事拘留，28名涉嫌群众被关押，另外约30人在逃，100多人被带走调查，被媒体视为当地政府的“秋后算账”。代表政府在当时免责协议书上签字的郭子信表示“我们是不愿追究你们的责任，但法律会追究你们的责任。”
7月25日，石首市市委书记钟鸣被免职。

## 后续报道
有消息称，湖北石首事件被免市委书记及公安局长问责不满一年复出。石首原市委书记钟鸣被任命为荆州市委副秘书长，石首市原公安局局长唐敦武被任命为荆州市开发区副主任。

## 评论
- 凤凰网评论认为，当地政府过去对类似事件的处理颇具争议，这也是这次引发群众对政府不信任并最终激起群体性事件的原因之一。2002年3月15日晚，老河口市女性高莺莺在一宾馆坠楼身亡。其家属不满意警方调查结论，拒绝火化尸体。数日后，政府派警察、武警将高莺莺尸体抢出，强行送去火化。后来将高莺莺之父高天虎以“捏造事实，诬告陷害及作伪证行为”的罪名予以起诉并判刑，该事件宣告结束。但舆论对此案结论却一直有质疑。[22]

- 2009年6月24日，事件平息后，《人民日报》发表评论，批评地方政府处理事件时的信息不透明，在突发事件和敏感问题上缺席、失语、妄语，甚至想要遏制网络言论，指出事件的处理“不符合十七大提出的保障人民知情权、参与权、表达权、监督权的精神。”[23]

- 2009年6月24日的《东方早报》发表资深媒体人士评论，对事件中及曾经的地方政府“抢尸”行为的缘由提出质疑，并做出结论：“权力如果不向公正与真相寻找力量，基层社会就必然会在围观中变得不堪收拾。”[24]

- 2009年6月24日的中央媒体CCTV播放节目《新闻1+1》，其中新闻评论人白岩松认为，石首事件最佳处理时机被当地政府错过，背后实际上涉及到当地的吸毒问题。[25]

- 石首电视台和“石首网”发布的《我市发生一起非正常死亡事件》的消息中又套用“不明真相的群众”引发不满。很多石首民众表示，对于政府的处理事件不信任[11]。